# Times Higher Education
La revista Times Higher Education, abans anomenada: Times Higher Education Supplement, és un setmanari amb seu a Londres, que informa específicament de notícies i d'afers relacionats amb l'ensenyament universitari. Al Regne Unit ha esdevingut la publicació principal en el seu camp.

## Història
Des del seu primer número, aparegut en 1971, fins a 2008, el Times Higher Education Supplement va ser publicat en forma de suplement del diari The Times. El 20 de gener de 2008 va ser llançat com a revista. És publicada per TES Global, que fins a 2005 va ser propietat del magnat Rupert Murdoch. La revista és editada per John Gill. Phil Baty és responsable de la cobertura internacional, i és l'editor del rànquing mundial d'universitats.
El Times Higher Education va agafar renom a partir de la publicació anual de la classificació mundial d'universitats, que va començar a aparèixer en novembre de 2004. El 30 d'octubre de 2009, el Times Higher Education va començar a publicar la seva pròpia classificació. La revista va signar un acord amb l'agència de notícies Reuters. La revista va desenvolupar una metodologia nova amb els seus lectors i amb la seva editorial. L'agència Reuters recull i analitza les dades que cal utilitzar per publicar el rànquing en la revista Times Higher Education. Els seus resultats són publicats anualment. La revista Times Higher Education publica el rànquing mundial universitari.
La revista concedeix anualment dos premis. El primer és el premi Times Higher Education. El premi Times Higher Education Leadership and Management Awards (Thelma awards) va ser concedit en 2009. El premi va ser creat per reconèixer l'impacte que el personal administratiu té en l'èxit de les institucions d'educació superior.